# Gilles Néron
Gilles Néron es un deportista francés que compitió en tiro con arco, en la modalidad de arco recurvo. Ganó una medalla de plata en el Campeonato Europeo de Tiro con Arco en Sala de 1983, en la prueba de equipo.

## Palmarés internacional
| Campeonato Europeo en Sala | Campeonato Europeo en Sala | Campeonato Europeo en Sala | Campeonato Europeo en Sala |
| Año                        | Lugar                      | Medalla                    | Prueba                     |
| -------------------------- | -------------------------- | -------------------------- | -------------------------- |
| 1983                       | Falun (Suecia)             | Medalla de plata           | Equipo                     |